# Мухаммед Герай (историк)
Мухамме́д Гера́й (Гире́й) (крым. Muhammed Geray, محمد كراى‎;ум. не ранее 1704 — историк, представитель династии крымских правителей Гераев. 
Его полное имя в собственном написании Дервиш Мухаммед Герай бин Мубарек Герай Дженгизи (крым. Derviş Muhammed Geray bin Mubarek Geray Cengiziy, درويش محمد كراى بن مبارك كراى جنگزى‎), сын царевича Мубарека Герая и племянник крымского хана Саадета III Герая, правившего в 1691 году. Создал историческое произведение без названия, рукопись которого хранилась в Венской библиотеке и изучалась Василием Смирновым. Описывает события за 1683—1703 годы. Рукопись кроме внешних событий даёт интересную информацию о внутренних событиях Крымского ханства и взаимоотношениях Гераев. Мухаммед Герай специально оговаривает необходимость для историка правдивого и беспристрастного обращения с фактами. Интересно, что Халим Герай не упоминает и, вероятно, не знает этого сочинения своего близкого родственника.